# Wind of change (민해경의 음반)
Wind of change은 대한민국의 가수 민해경의 1995년 발매한 정규 13집이다. 강인원, 한창훈 등 신세대 감각을 지닌 작곡가들이 참여한 앨범이다. 활동곡은 너를 다시 보게 됐어이다.

## 앨범의 특징
다시 바람으로는 원래, 1992년 신예찬의 첫 번째 독집에 먼저 수록되었다가, 이후 1996년, 원곡자이자 민해경의 동생인 신예찬이 자신의 독집 앨범에 이름을 바꾸어 이젠 내가 울게로 리메이크를 하였다.
Queen of night은 이후 1997년 엄정화 3집에서 위험한 변신으로 다시 리메이크된다.
그건 너는 이장희의 동명의 곡을 리메이크했다.
또 다른 내 모습은 다음 앨범 Remember에 또 한 번 수록된다.
식어가는 그리움은 전 앨범이었던 Love in me의 아픈 이름의 사랑과 같은 곡이며, 제목만 바꾼 것이다.

## 트랙 리스트
| #   | 제목                            | 작사   | 작곡   | 편곡 | 재생 시간 |
| --- | ------------------------------- | ------ | ------ | ---- | --------- |
| 1.  | 〈너를 다시 보게 됐어〉         | 강인원 | 강인원 | 3:46 |           |
| 2.  | 〈그래 네가 있었어〉            | 김영아 | 한창훈 | 3:22 |           |
| 3.  | 〈다시 바람으로〉               | 신예찬 | 신예찬 | 4:25 |           |
| 4.  | 〈그건 너 I〉                   | 이장희 | 이장희 | 3:43 |           |
| 5.  | 〈이유, 시간, 사랑〉            | 강인원 | 강인원 | 3:47 |           |
| 6.  | 〈또 다른 내 모습〉             | 한창훈 | 한창훈 | 4:10 |           |
| 7.  | 〈Queen of night〉              | 신정구 | 한창훈 | 3:25 |           |
| 8.  | 〈식어가는 그리움〉             | 김경아 | 박정원 | 4:17 |           |
| 9.  | 〈그건 너 II〉                  | 이장희 | 이장희 | 3:28 |           |
| 10. | 〈너를 다시 보게 됐어 (Remix)〉 | 강인원 | 강인원 | 3:46 |           |
| 11. | 〈또 다른 내 모습 (Inst.)〉     | 한창훈 | 한창훈 | 4:10 |           |

## 같이 보기
- 민해경 디스코그래피